# 2MASS J10482788-5254180
2MASS J10482788-5254180 ist ein Brauner Zwerg im Sternbild Segel des Schiffs. Er wurde 2008 von Ngoc Phan-Bao et al. entdeckt. Er gehört der Spektralklasse L1.5 an.